# Гау (Оклахома)
Гау (англ. Howe) — місто (англ. town) в США, в окрузі Лефлор штату Оклахома. Населення — 625 осіб (2020).

## Географія
Гау розташований за координатами 34°56′58″ пн. ш. 94°38′26″ зх. д. / 34.94944° пн. ш. 94.64056° зх. д. (34.949405, -94.640421).  За даними Бюро перепису населення США в 2010 році місто мало площу 3,87 км², уся площа — суходіл. В 2017 році площа становила 4,27 км², уся площа — суходіл.

## Демографія
Згідно з переписом 2010 року, у місті мешкали 802 особи в 251 домогосподарстві у складі 194 родин. Густота населення становила 207 осіб/км².  Було 293 помешкання (76/км²).
Расовий склад населення:
| - 76,8 % — білих - 12,5 % — корінних американців - 1,0 % — азіатів - 0,7 % — чорних або афроамериканців - 3,7 % — осіб інших рас |

До двох чи більше рас належало 5,2 %. Частка іспаномовних становила 7,7 % від усіх жителів.
За віковим діапазоном населення розподілялося таким чином: 26,1 % — особи молодші 18 років, 63,1 % — особи у віці 18—64 років, 10,8 % — особи у віці 65 років та старші. Медіана віку мешканця становила 36,0 року. На 100 осіб жіночої статі у місті припадало 93,3 чоловіків;  на 100 жінок у віці від 18 років та старших — 93,8 чоловіків також старших 18 років.
Середній дохід на одне домашнє господарство  становив 46 116 доларів США (медіана — 26 406), а середній дохід на одну сім'ю — 53 097 доларів (медіана — 33 500). За межею бідності перебувало 42,0 % осіб, у тому числі 48,1 % дітей у віці до 18 років та 25,2 % осіб у віці 65 років та старших.
Цивільне працевлаштоване населення становило 301 осіб. Основні галузі зайнятості: виробництво — 23,9 %, освіта, охорона здоров'я та соціальна допомога — 20,6 %, роздрібна торгівля — 11,3 %, мистецтво, розваги та відпочинок — 9,6 %.